# 富谷パルクールパーク
富谷パルクールパーク（とみやパルクールパーク）は、宮城県富谷市明石四反目にある日本初のパルクールを行うための施設

## 沿革
- 2015年（平成27年）8月1日 開園。
- 2016年（平成28年）6月26日 移設のため閉鎖。

## 所在地
- 宮城県道56号線沿い
- 〒981-3326 富谷市明石四反目21-1

## アクセス
仙台市地下鉄南北線泉中央駅バスプールから新富谷ガーデンシティ行き「センター東」停留所から徒歩15分